# Фабијан Гербер
Фабијан Гербер (Минхен, 28. новембар 1979) је бивши немачки фудбалер који је играо на позицији везног играча. Син бившег тренера ФК Сент Паулија, Франца Гербера, већ је три пута успио да се пласира у бундеслигу и то са три различита тима.

## Каријера
- -1997 TuS Celle FC
- 1997-1999 ФК Хановершер 96
- 2000-2001 ФК Сент Паули 1910
- 2001-2002 ФК Фрајбург
- 2003 ФК Сент Паули 1910
- 2003-2007 ФК Мајнц 05

## Утакмице и голови
1. бундеслига:
- 11 (00) за ФК Фрајбург
- 32 (07) за ФК Мајнц 05
- 43 (07) укупно

2. бундеслига:
- 15 (01) за ФК Хановершер 96
- 37 (10) за ФК Сент Паули 1910
- 01 (01) за ФК Фрејбург
- 25 (03) за ФК Мајнц 05
- 78 (15) укупно

Регионална лига:
- 01 (00) за ФК Мајнц 05

Оберлига:
- 05 (01) за ФК Мајнц 1910
- 07 (00) за ФК Фрајбург
- 12 (01) укупно

Покал:
- 02 (01) за ФК Фрајбург
- 03 (01) за ФК Мајнц 05
- 05 (02) укупно

Куп УЕФА:
- 03 (00) за ФК Мајнц 05

## Успеси
- Пласман у другу бундеслигу са ФК Хановершен 96
- Пласман у бундеслигу (2001) са ФК Сент Паули 1910
- Пласман у бундеслигу (2004) са ФК Мајнц 05